# Gersweiler
Gersweiler (im örtlichen Dialekt Gärschweihla) ist ein Stadtteil der saarländischen Landeshauptstadt Saarbrücken im Stadtbezirk West. Er trägt die Bezirksnummer 21.

## Geografie

### Lage
Gersweiler liegt oberhalb einer durch die Saar geschaffenen breiten Talaue mit weiten Terrassenflächen am linken (südlichen) Saarufer. Der nördliche Talrand wird von einer langen Kette von Höhenvorsprüngen gesäumt. Südlich um Gersweiler ziehen sich die Höhen des St. Arnualer Stiftswaldes.

### Ortsgliederung
Der Ort lässt sich unterteilen in Gersweiler(-Mitte) (im Osten, im Nord-Osten und im Zentrum), Sprinkshaus (im Süden) und Ottenhausen (im Nordwesten, hierzu zählt heutzutage üblicherweise auch Stangenmühle). Die genauen Grenzen sind umstritten da rechtlich nicht definiert, jedoch herrscht allgemein die Meinung vor, dass die Grenze Gersweiler–Ottenhausen an der Kreuzung Hauptstraße/Theresienstraße und die Grenze Gersweiler–Sprinkshaus an der Kreuzung Krughütter Straße/Am Aschbacherhof liegt.

### Nachbarorte
Folgende Orte und Saarbrücker Stadtteile grenzen an Gersweiler, sie werden im Uhrzeigersinn beginnend im Norden genannt: Altenkessel, Burbach (beide jenseits der Saar); Alt-Saarbrücken (bis über den Fuß des Schanzenberges, denn Gersweiler beginnt erst kurz vor dem Gersweiler Bahnhof), Schœneck (Département Moselle, Lothringen (F)), Klarenthal, Fenne und Luisenthal (beide Mittelstadt Völklingen).

### Ortsteile
Die Gemeinde Gersweiler bestand aus den ehemaligen Ortsteilen Gersweiler, Ottenhausen, Neu-Aschbach und Stangenmühle. Bis 1962 gehörten zur Bürgermeisterei Gersweiler auch Klarenthal und Krughütte (die beiden bildeten danach die selbständige Gemeinde Klarenthal-Krughütte), bis im Zuge der Gebietsreform 1974 sowohl Gersweiler als auch Klarenthal zu Nachbarstadtteilen der Landeshauptstadt wurden. Heute wird Gersweiler üblicherweise wie im Abschnitt Geografie beschrieben eingeteilt.

## Geschichte
Auf dem Gebiet des heutigen Stadtteils lassen sich vor- und römerzeitliche Siedlungs- und Straßenreste finden.
Die erste gesicherte urkundliche Erwähnung aus dem Jahr 1252 betrifft den im späten 16. Jahrhundert untergegangenen Ortsteil Aschbach. Grabungen an den Überresten der ehemaligen Kirche von Aschbach haben eine Entstehung dieser Kapelle im Frühmittelalter nachgewiesen; die gotische Tür und die zugehörigen Fenster sind offenbar nachträglich in das viel ältere Gebäude eingesetzt worden.
1312 werden die beiden anderen alten Ortsteile, Gersweiler und Ottenhausen, erstmals urkundlich erwähnt. Alle drei Orte gehörten offenbar zum Stift Sankt Arnual, das die Kapelle in Aschbach mit einem Messner oder Vikar versorgte.
1569 wird das Stift St. Arnual aufgehoben und 1575 in der gesamten Grafschaft Saarbrücken die Reformation nach lutherischem Bekenntnis eingeführt. Spätestens ab diesem Zeitpunkt wurde in Gersweiler evangelisch gepredigt.

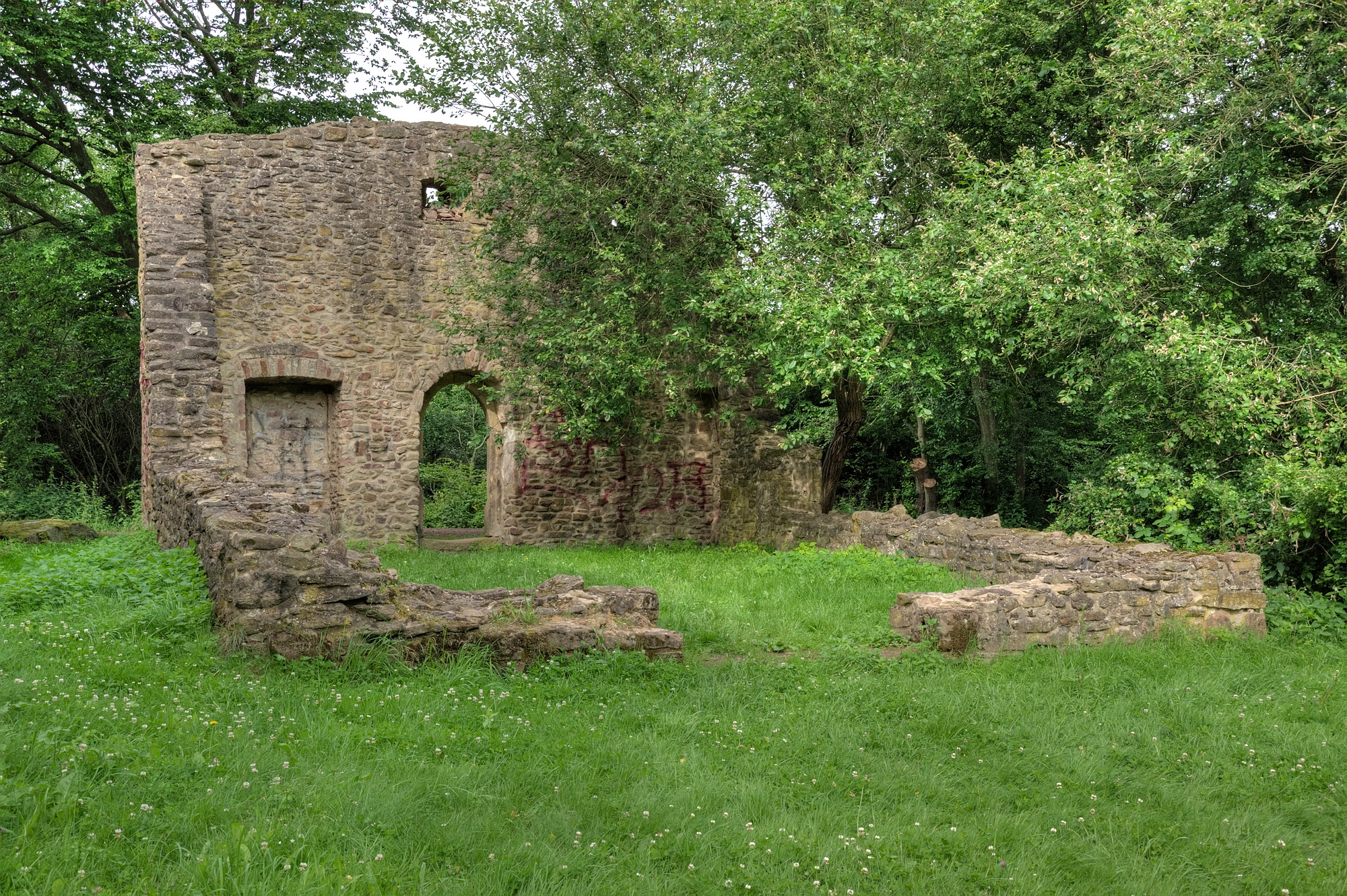
Die Ruine der Aschbachkirche

Um 1600 beschweren sich die Bewohner von Gersweiler und Ottenhausen über den langen und beschwerlichen Fußweg zur Aschbacher Kirche. Demnach war also zu diesem Zeitpunkt der Ortsteil Aschbach schon nicht mehr besiedelt. 1617 wird daher auf einem Hügel zwischen den beiden verbliebenen Ortsteilen eine neue Kirche gebaut (1785 abgerissen, auf dem Gelände steht heute das alevitische Kulturzentrum). Die alte Kirche wurde in einen gräflichen Wirtschaftshof umgewandelt. Während des Dreißigjährigen Krieges nutzte man die Aschbachkirche wegen ihrer abgelegenen Lage als Pestlazarett.
Der Krieg traf die ganze Grafschaft Saarbrücken und damit auch Gersweiler schwer: Am Ende des Krieges waren in Gersweiler nur noch drei Personen ansässig. Die Witwe von Graf Gustav Adolf, Gräfin Eleonore Klara, lud zur Wiederbesiedlung ihrer Gebiete Immigranten aus ganz Europa ein. So kamen im Laufe vieler Jahrzehnte neben französischen Hugenotten, vertriebenen protestantischen Österreichern auch katholische Niederländer ins Land, das sich nur langsam von der ungeheuren Verwüstung erholte. Erst Mitte des 18. Jahrhunderts kann unter den Fürsten Wilhelm Heinrich und Ludwig wieder von einer Blüte des Landes berichtet werden.
1784 wurde die alte evangelische Kirche von 1617 durch einen prachtvollen barocken Neubau ersetzt.
Im 19. Jahrhundert partizipierte die Gemeinde am ungeheuren Wirtschaftsaufschwung, der durch die Kohle- und Stahlindustrie ausgelöst wurde. Die Einwohnerzahl stieg innerhalb von 25 Jahren um das Vierfache, zahlreiche neue repräsentative Bauten entstanden, darunter auch wieder eine katholische Kirche.
Von besonderer Bedeutung in wirtschaftshistorischer und kunsthandwerklicher Sicht war die Gersweiler Steingutfabrik, die von 1846 bis 1901 sowohl einfaches weißes Gebrauchsgeschirr (Speise- und Waschservices), als auch hochwertiges Tafelgeschirr mit bedruckten und handbemalten Motiven sowie eine Reihe von Schmuckgegenständen (Vasen, Schalen, Figuren) herstellte.
Von 1899 bis 1932 war August Müller (Politiker, 1868) Bürgermeister von Gersweiler; nach ihm ist im heutigen Saarbrücker Stadtteil Gersweiler die August-Müller-Straße benannt. 1935 wurde der ehemalige Gauleiter und Leiter der NSDAP-Ortsgruppe, Jakob Jung zum Bürgermeister ernannt.
Die Gemeinde Gersweiler wurde im Zuge der saarländischen Gebiets- und Verwaltungsreform am 1. Januar 1974 ein Stadtteil der Landeshauptstadt Saarbrücken.

## Name
Der Begriff Weiler verbreitet sich seit dem frühen Mittelalter im deutschen Sprachraum – ab dem 7. Jahrhundert (Fränkische Landnahme) bis zum 9. Jahrhundert. Und ist fast immer mit einem germanischen Personennamen als erstem Bestandteil verbunden.
Eine andere Erklärung ist, dass der Name auf die germanisierte Form des französischen Guerresviller (Kriegsweiler) zurückginge, was ein Hinweis auf die wechselhafte militärische Vergangenheit sei. Die Zugehörigkeit wechselte insgesamt 24 mal zwischen Deutschland und Frankreich, davon nur zweimal friedlich.

## Wappen
Das Wappen von Gersweiler wurde zur 700-Jahr-Feier des Ortes 1952 vom saarländischen Heraldiker Kurt Hoppstädter geschaffen. Es zeigt den silbernen, goldbekrönten und rotbewehrten Löwen der Grafen von Saarbrücken-Commercy. Die zweieinhalb Kreuze stehen für die beiden existierenden und den untergegangenen Ortsteil. Das schwarze Feld symbolisiert den die Wirtschaft des Ortes lange Zeit dominierenden Bergbau. Die goldenen Schindeln stammen aus dem Wappen der Grafen und Fürsten von Nassau-Saarbrücken, die Siebenzahl weist auf die 700-jährige Geschichte des Ortes hin.

## Verkehr

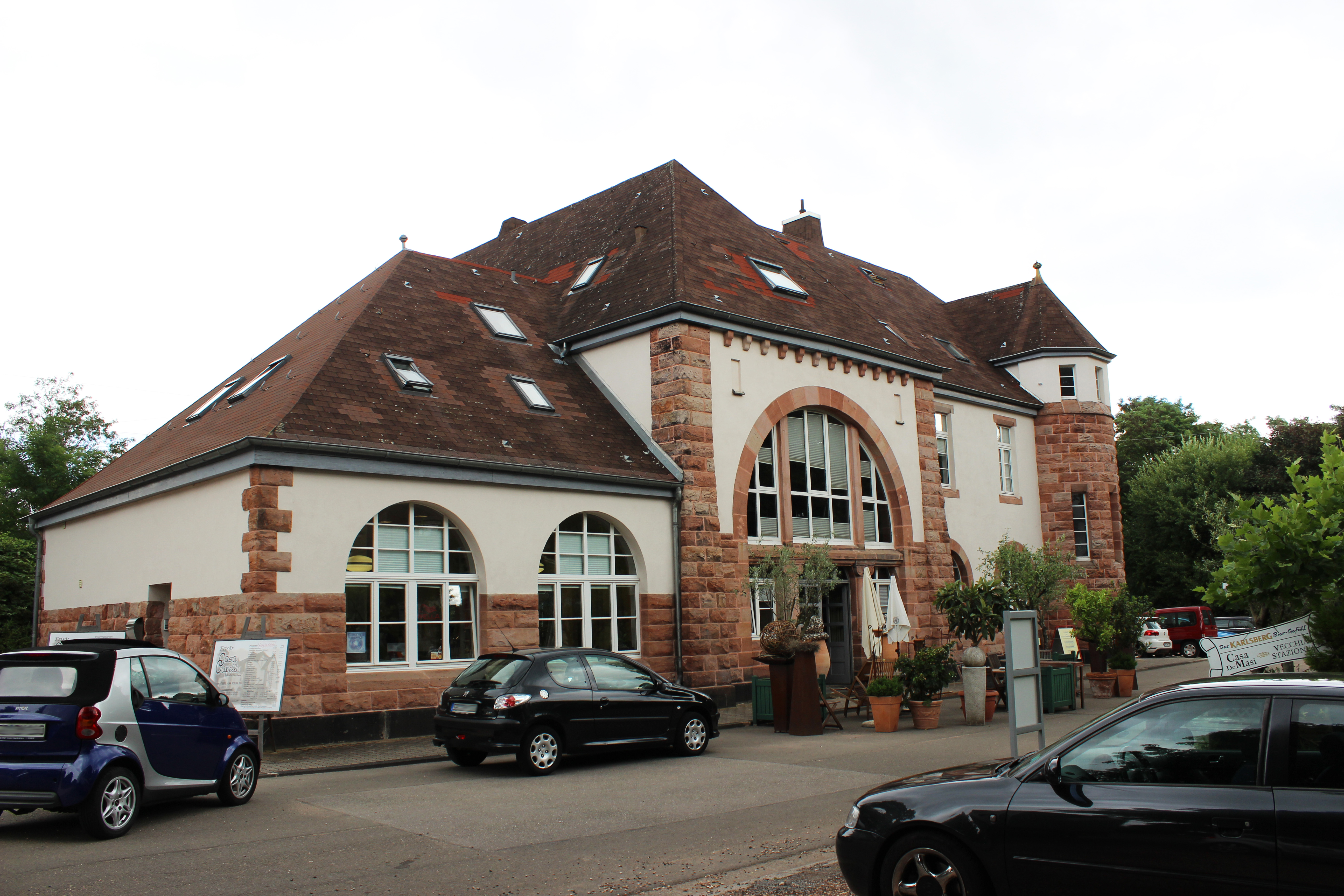
Ehemaliger Bahnhof

Nördlich von Gersweiler verläuft die Bundesautobahn 620 mit der Anschlussstelle Saarbrücken-Gersweiler. Die AS Saarbrücken-Klarenthal schließt zudem Ottenhausen mit an. Durch Gersweiler und die Ortsteile Ottenhausen und Stangenmühle verläuft die Landesstraße L 261, die vom Saarbrücker Stadtteil Burbach kommend in Richtung Warndt führt.
Ebenfalls nördlich von Gersweiler liegt die Rosseltalbahn, auf der bis 1976 Personenverkehr auf der Schiene stattfand. Das Empfangsgebäude des Bahnhofs Gersweiler ist noch erhalten.
Der ÖPNV in Gersweiler besteht aus Bussen im SaarVV, auch die Saarbahn war angebunden.

## Kultur und Sehenswürdigkeiten

### Bauwerke

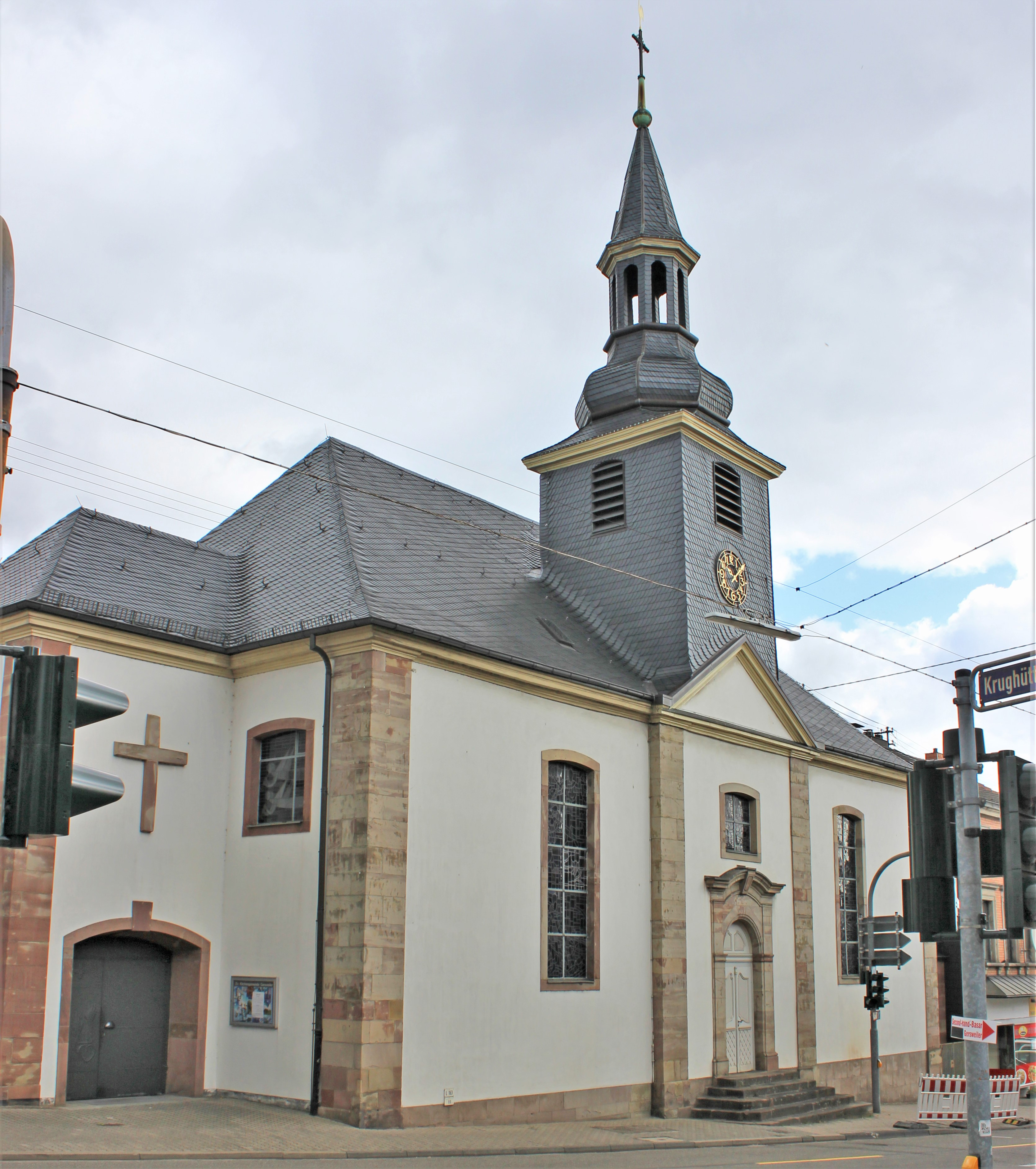
Evangelische Kirche

Sehenswert ist die barocke Evangelische Kirche von 1784, die einen 1616 bis 1618 errichteten Vorgängerbau des Architekten Jost Hoer ersetzte. Das Gebäude ist wahrscheinlich ein Werk von Johann Jakob Lautemann, einem Schüler des Saarbrücker Generalbaudirektors Friedrich Joachim Stengel. 1844 wurde der evangelischen Kirchengemeinde auch das ehemalige ca. 1770 erbaute Forsthaus des Stiftes St. Arnual (ebenfalls ein Stengel-Bau) als Pfarrhaus überlassen und besaß somit nun zwei barocke Kleinode. Die Kirche wurde in den 1930er Jahren gegen Protest des damaligen Denkmalbeauftragten durch unsachgemäße Umbauten der damals komplett erhaltenen barocken Innenausstattung beraubt und außerdem in ihrer Konzeption grundlegend verändert. Sehenswert in der Kirche sind heute die Glasfenster des ungarischen Künstlers György Lehoczky.
Zu den sehenswerten Bauwerken in Gersweiler zählt auch die Ruine der mittelalterlichen Aschbachkirche (beim Grenzübergang Schoeneck). Die architektonisch und kunsthistorisch interessante Ruine ist eines der wenigen noch erhaltenen Zeugnisse aus der Zeit des Mittelalters.
Errichtet wurde die Saalkirche in der 1. Hälfte des 12. Jahrhunderts. Nach Einführung der Reformation in der Grafschaft Saarbrücken im Jahr 1575 war das Gotteshaus evangelische Kirche. Letzte Nachrichten vom Dorf Aschbach, das vermutlich – mit Ausnahme der Kirche – durch ein Feuer zerstört wurde, stammen von 1612. Im Jahr 1617 befand sich die Kirche in einem baufälligen Zustand, diente aber nach Umbau- und Erweiterungsmaßnahmen in den Jahren 1624 bis 1635 als Pestlazarett. 1666 erfolgte unter Bauherr Graf Gustav von Nassau-Saarbrücken der Umbau zu einem Gutshaus und wurde landwirtschaftlichen Zwecken zugeführt. 1739 erwarb die Gemeinde Gersweiler das Gebäude, das dann zur Zeit der französischen Revolution Ende des 18. Jahrhunderts versteigert wurde. In der Folge kam es zu einem mehrfachen Besitzerwechsel, bevor die Gemeinde Gersweiler 1897 einen Rückkauf tätigte. Es folgte wiederum ein mehrfacher Besitzerwechsel sowie ein Umbau im Jahr 1930. Die Gemeinde Gersweiler kaufte das Gebäude erneut im Jahr 1952 und plante den Abriss, der durch engagierte, denkmalbewusste Bürger verhindert werden konnte. Dennoch kam es zu einem Teilabbruch und dadurch zum Verlust wertvoller Bausubstanz. 1957 endete die zwischenzeitliche Nutzung als Wohnhaus. 1962 begannen archäologische Ausgrabungen und 1966 erfolgte schließlich der Abriss. Das nach dem Abriss noch vorhandene Mauerwerks wurde in den Jahren 1986 bis 1990 restauriert und archäologische Ausgrabungen durchgeführt. 2003 erfolgten nochmals archäologische Grabungen.
Von der historischen Kirche hat sich in den noch vorhandenen Steinen ein Chorbogen erhalten. Darüber hinaus erhalten blieben zwei romanische Würfelkapitelle, Kopfstücke einer Säule und ein gotisches Fenster, die alle in den 1950er Jahren achtlos auf einem Bauhof gelagert und dem Verfall preisgegeben wurden.
Die Evangelische Kirche, das alte Stifts-Forsthaus und die Aschbachkirche sind als Einzeldenkmäler in der Denkmalliste des Saarlandes aufgeführt. Weitere sehenswerte Gebäude in der Denkmalliste sind u. a. die 1889 errichtete katholische Kirche St. Michael von Wilhelm Hector und das ehemalige Empfangsgebäude des Bahnhofs Gersweiler von 1905/06. Das repräsentative Bahnhofsgebäude, Teil einer Anlage, zu der auch eine imposante Rosskastanienallee gehörte, ist ein gutes Beispiel für die historistische Bahnhofsarchitektur zu Zeiten des Deutschen Kaiserreiches. Das Gebäude wurde 1986 privatisiert und Mitte der 2000er Jahre einer aufwändigen Sanierung unterzogen.

### Vereine
Zu den Vereinen im Ort zählen unter anderem die DLRG Gersweiler, die Evangelische Kirchengemeinde Gersweiler-Klarenthal, das Deutsche Rote Kreuz Gersweiler-Ottenhausen e. V. und der SV 1910 Gersweiler-Ottenhausen e. V.